# Oeneis luxuriosa
Oeneis luxuriosa är en fjärilsart som beskrevs av Karl Schawerda 1926. Oeneis luxuriosa ingår i släktet Oeneis och familjen praktfjärilar. Inga underarter finns listade i Catalogue of Life.